# Гранулит
Гранулит (енгл. Granulite, фр. Leptynite, рус. Гранулит) је посебна врста метаморфних стена ситнозрне (гранобластичне) структуре. 
Постоје кварцно-фелдспатски и пироксенски гранулити. Кварцно-фелдспатски показују фолијацију условљену наизменичним смењивањем сочива крупнозрног кварца и литажа који се састоје од ситнозрног гранобластичног граната, кварца, плагиокласа, ортокласа. Пироксенски гранулити су изграђени од плагиокласа, хиперстена, граната и диопсида.